# Phlugis chelifera
Phlugis chelifera är en insektsart som beskrevs av Rehn, J.A.G. 1918. Phlugis chelifera ingår i släktet Phlugis och familjen vårtbitare. Inga underarter finns listade i Catalogue of Life.